# Ховард, Терренс
Терренс Дэшон Ховард (англ. Terrence Dashon Howard, род. 11 марта 1969, Чикаго) — американский актёр и певец. Ховард начал свою карьеру в 1990-х на телевидении, прежде чем получить известность благодаря роли в романтической комедии «Шафер» (1999).
Ховард номинировался на премию «Оскар» за лучшую мужскую роль за игру сутенёра в фильме «Суета и движение» (2005). В 2000-х у него также были роли в фильмах «Война Харта» (2002), «Столкновение» (2004), «Разбогатей или сдохни» (2005) и «Отважная» (2007). После роли в фильме «Железный человек» (2008) его карьера пошла на спад, так как Ховард снискал славу проблемного в работе актёра и в последующих сиквелах из-за разногласий со студией был заменен Доном Чидлом. Ховард затем переместился на телевидение, где снялся в недолго просуществовавшем сериале NBC «Закон и порядок: Лос-Анджелес» (2010—2011), а в 2015 году начал исполнять роль Люциуса Лайона, основного антагониста в прайм-тайм мыльной опере Fox «Империя».

## Ранние годы
Ховард родился в Чикаго, штат Иллинойс. Вырос в Кливленде, штат Огайо, сын Аниты Уильямс и Тайрона Ховарда. Его прабабушка, Минни Гентри, тоже была актрисой, также как его мать и дяди. Родители Ховарда наполовину афроамериканцы и наполовину евроамериканцы. Когда он был ребёнком, его отец попал в тюрьму. В возрасте 16 лет, он ушёл от своих родителей и был поставлен на социальное обеспечение. В 18 лет Ховард переехал в Нью-Йорк и мечтал стать учителем, однако не завершил своё образование. Хотя он и не получил степень, Ховард утверждает, что он инженер.

## Личная жизнь
Был дважды женат на Лори МакКомас. От этого брака у Ховарда трое детей: сын Хантер (р. 1995) и две дочери Обри (р. 1993) и Хэвенли (р. 1997). Так же у Ховарда два внука: у его дочери Обри и её мужа Уильяма Гэйла есть дочь Хэйзел Анита (род. 26.12.2012) и сын Эдриан Уильям (род. 27.01.2015).
В январе 2010 года женился на Мишелль Гент. Пара развелась в мае 2013 года.
3 декабря 2013 года после пары месяцев отношений Ховард женился на Мире Пак. 15 мая 2015 года у пары родился сын Кирин Лав Ховард. В августе 2015 года стало известно, что Ховард и Пак развелись 27 июля 2015 года. Весной 2016 года пара объявила, что они снова вместе и ожидают появления второго ребёнка. 12 августа 2016 года у Ховарда и Пак родился второй сын Хиро Валентино Ховард.

## Фильмография
| Год       |    | Русское название             | Оригинальное название           | Роль                           |
| --------- | -- | ---------------------------- | ------------------------------- | ------------------------------ |
| 1992      | тф | Джексоны: Американская мечта | The Jacksons: An American Dream | Джеки Джексон                  |
| 1993      | ф  | Кто этот тип?                | Who's the Man?                  | костюмер                       |
| 1995      | ф  | Опус мистера Холланда        | Mr. Holland's Opus              | Луис Расс                      |
| 1995      | ф  | Мёртвые президенты           | Dead Presidents                 | Ковбой                         |
| 1996      | ф  | Парк Сансет                  | Sunset Park                     | Спейсмен                       |
| 1998      | ф  | Братки                       | Butter                          | Декстер Бэнкс                  |
| 1998      | ф  | Стриптиз-клуб                | The Players Club                | Кей Си                         |
| 1999      | ф  | Лучшие планы                 | Best Laid Plans                 | Джимми                         |
| 1999      | ф  | Шафер                        | The Best Man                    | Квентин Спайви                 |
| 2000      | ф  | Дом большой мамочки          | Big Momma's House               | Лестер Веско                   |
| 2001      | ф  | Глаза ангела                 | Angel Eyes                      | Робби                          |
| 2001      | ф  | Блеск                        | Glitter                         | Тимоти Уолкер                  |
| 2002      | ф  | Война Харта                  | Hart's War                      | лейтенант Линкольн Скотт       |
| 2003      | ф  | Байкеры                      | Biker Boyz                      | Чу Чу                          |
| 2004      | ф  | Столкновение                 | Crash                           | Кэмерон Тэйер                  |
| 2004      | ф  | Рэй                          | Ray                             | Госси МакКи                    |
| 2005      | ф  | Разбогатей или умри          | Get Rich or Die Tryin           | Бама                           |
| 2005      | ф  | Кровь за кровь               | Four Brothers                   | лейтенант Грин                 |
| 2005      | ф  | Суета и движение             | Hustle & Flow                   | ДиДжэй                         |
| 2006      | ф  | Моя жизнь в Айдлвайлде       | Idlewild                        | Трампи                         |
| 2007      | ф  | Отважная                     | The Brave One                   | детектив Шон Мерсер            |
| 2007      | ф  | Август Раш                   | August Rush                     | Ричард Джеффрис                |
| 2007      | ф  | Наркоз                       | Awake                           | доктор Джек Харпер             |
| 2007      | ф  | Охота Ханта                  | The Hunting Party               | Дак                            |
| 2007      | ф  | Гордость                     | Pride                           | Джим Эллис                     |
| 2008      | ф  | Железный человек             | Iron Man                        | полковник Джеймс «Роуди» Роудс |
| 2009      | мф | Принцесса и лягушка          | The Princess and the Frog       | Джеймс                         |
| 2009      | ф  | Бой без правил               | Fighting                        | Харви Борден                   |
| 2011      | ф  | Цена страсти                 | The Ledge                       | Холлис Лучетти                 |
| 2011      | ф  | Винни                        | Winnie                          | Нельсон Мандела                |
| 2011      | ф  | Красные хвосты               | Red Tails                       | полковник Эй-Джей Баллард      |
| 2012      | ф  | Грязные игры                 | The Company You Keep            | Корнелиус                      |
| 2013      | ф  | Муви 43                      | Movie 43                        | Тренер Джексон                 |
| 2013      | ф  | Одним меньше                 | Dead Man Down                   | Альфонс Хойт                   |
| 2013      | ф  | Дом тел                      | House of Bodies                 | Старкс                         |
| 2013      | ф  | Дворецкий                    | The Butler                      | Говард                         |
| 2013      | ф  | Пленницы                     | Prisoners                       | Франклин Бирч                  |
| 2013      | ф  | Свидетель на свадьбе 2       | The Best Man Holiday            | Квентин                        |
| 2013      | ф  | В лесах                      | In the Woods                    |                                |
| 2014      | ф  | Колыбельная                  | Lullaby                         | — ,                            |
| 2014      | ф  | Святой Винсент               | St. Vincent                     | Зукко                          |
| 2014      | ф  | Саботаж                      | Sabotage                        | Джулиус «Шугар» Эдмондс        |
| 2015      | ф  | Срок жизни                   | Term Life                       |                                |
| 2015      | ф  | Боксер-марионетка            | Cardboard boxer                 |                                |
| 2015—2019 | с  | Империя                      | Empire                          | Люциус Лайон                   |
| 2015      | с  | Сосны                        | Wayward Pines                   | Шериф Поп                      |
| 2022      | ф  | Система                      | The System                      |                                |

## Дискография
- Shine Through It[англ.] (2008)